# 張育成
張育成（1995年8月18日—）是臺灣職業棒球選手，目前效力中華職棒富邦悍將，守備位置為內野手，綽號國防部長。
張育成2013年高中畢業後與美國職棒大聯盟克里夫蘭印地安人簽下小聯盟約赴美，並於2017年首度登上大聯盟40人名單，2019年正式踏上大聯盟賽場開始出賽。2022年球季因球團交易、釋出等原因共效力過四支球隊，分別為守護者、海盜、光芒、紅襪，2023年2月與波士頓紅襪完成續約，同年3月代表中華成棒隊參加世界棒球經典賽，在4場比賽中繳出絕佳表現，獲選為A組最有價值球員。
2024年6月18日，宣布回歸台灣參加2024年中華職棒選秀會，並被廣泛地認為將會成為2024年中華職棒選秀的狀元。6月28日，獲富邦悍將以第一輪第一指名選入，並以3.5年9250萬加盟富邦悍將。

## 早年及個人生活
張育成出生於臺東縣東河鄉的阿美族家庭，在五名兄弟中排行第三，其中哥哥張進德、張承駿以及弟弟張偉聖日後亦成為職棒選手。畢業於泰源國小少棒隊及泰源國中青少棒隊，高中時進入國立臺中高農青棒隊。
張育成與李家綾結婚，兩人育有一子一女。

## 職棒生涯

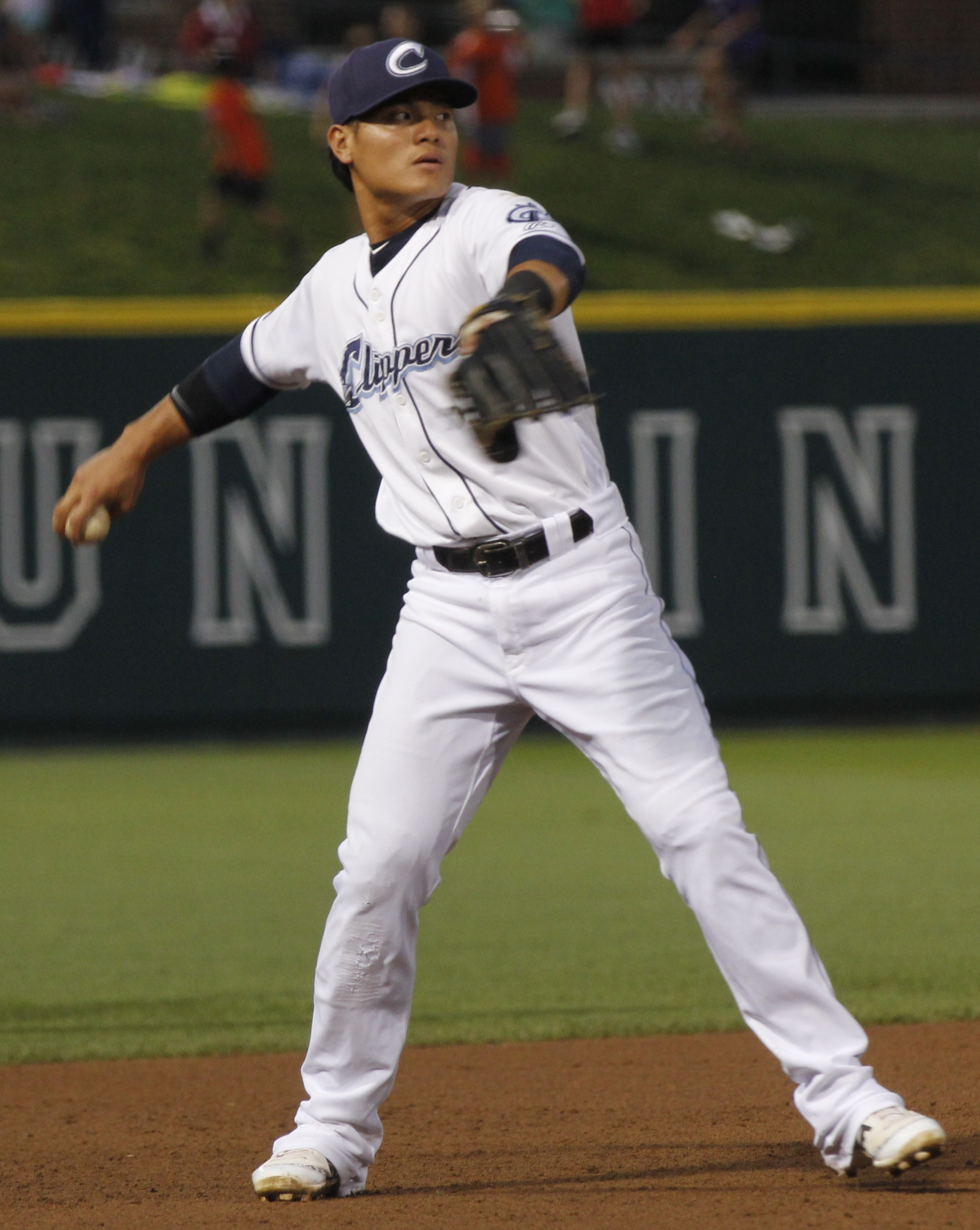
張育成在小聯盟3A哥倫布快帆隊時期

2013年6月高中畢業前，即與印地安人隊簽下50萬美元簽約金的小聯盟合約。由於張育成仍具有高中學生身分，此舉違反學生棒球聯盟規定，但事後並未受到處分。
2017年11月，旅美生涯首度進入了大聯盟球隊的40人名單。

### 2019年球季

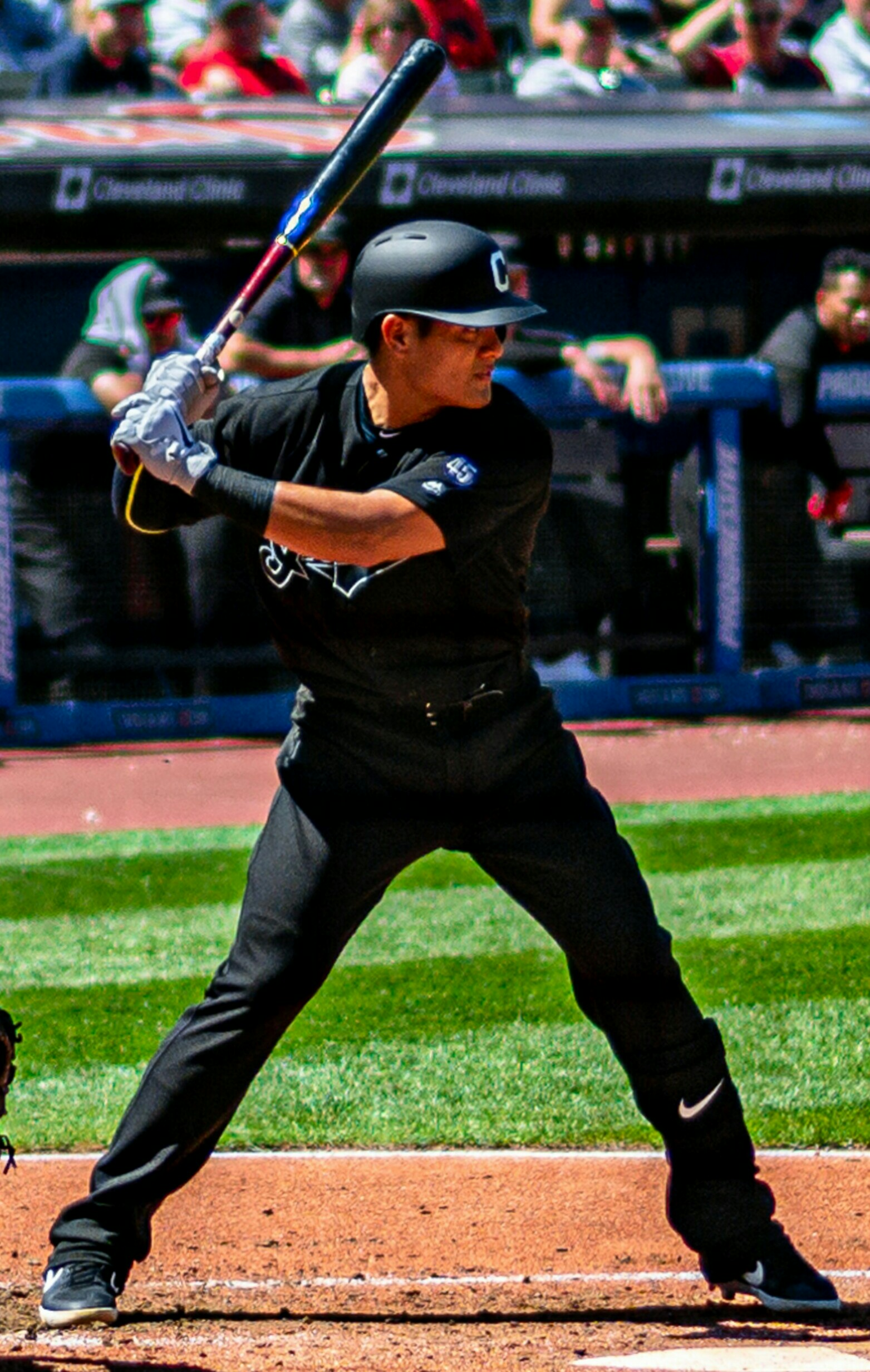
張育成於2019年球員週擊出他在大聯盟首安時的打席

2019年6月28日，首度升上大聯盟，為第16位登上大聯盟的台灣選手，同日面對巴爾的摩金鶯擔任先發第八棒三壘手，生涯首場大聯盟出賽，3打數0安打。8月26日，面對堪薩斯皇家先發第7棒三壘手出賽，單場3打數2安打，擊出大聯盟生涯首安，並打出首支三壘安打。9月10日，面對洛杉磯天使先發九棒三壘手出賽，單場3打數1安打，擊出大聯盟生涯首支全壘打，帶有3分打點。

### 2021年球季
2021年4月2日，開幕戰面對底特律老虎成為第一位在美國職棒大聯盟開幕戰先發的台灣野手，擔任第7棒一壘手，2打數0安打。5月27日，面對底特律老虎隊擔任第6棒游擊手，單場5打數1安打，並跑出大聯盟生涯首次盜壘成功。6月5日，面對巴爾的摩金鶯擔任第7棒一壘手，單場3打數1安打，從前隊友Adam Plutko手中轟出3分打點的全壘打，本季首轟。6月17日，面對巴爾的摩金鶯擔任第8棒三壘手，單場4打數2安打，並擊出2分打點的全壘打，本季第二轟，也是他大聯盟生涯第3發全壘打，超越了胡金龍，成為臺灣人在大聯盟全壘打總數的領先者，也成為臺灣人在大聯盟打點總數的領先者。
8月14日，面對底特律老虎擔任第7棒三壘手，單場3打數2安打，包含本季第3轟，單季3轟超越胡金龍成為單季在大聯盟最多轟的台灣打者。8月25日，面對德州遊騎兵擔任第7棒一壘手，單場4打數2安打，包含本季第4轟，大聯盟的總安打數超越林子偉，成為臺灣人在大聯盟的安打總數的領先者。8月26日，面對德州遊騎兵擔任第7棒一壘手，單場4打數2安打 ，並且連續兩場比賽開轟，成為第一位在大聯盟連續比賽擊出全壘打的台灣球員。9月2日，在面對堪薩斯皇家的比賽中，遞補二壘手上場，單場3打數2安打，7局上擊出生涯大聯盟首支代打全壘打。

### 2022年球季
2022年5月27日，張育成被守護者隊指定讓渡。5月30日，張育成被交易至匹茲堡海盜隊，6月7日，面對底特律老虎擔任第7棒二壘手，敲出出加入海盜隊的首安與首打點。6月14日，面對聖路易紅雀擔任第7棒二壘手，單場4打數2安打，擊出於海盜隊的第一支全壘打，本季首轟，是個人大聯盟生涯第11支全壘打。
7月1日，張育成被海盜隊指定讓渡。7月6日，張育成被交易至坦帕灣光芒隊，並在此後打擊漸入佳境，打擊率提升，36場比賽共打出3轟。9月7日，達成生涯百安，並轟出當季第四轟，成為台灣棒球史上最多安打的台將，其次為旅美打者林子偉及胡金龍。9月9日，張育成被光芒隊指定讓渡。9月11日，被交易至紅襪隊。11月19日，張育成成為自由球員。

### 2023年球季
2023年2月16日，美國職棒大聯盟波士頓紅襪宣布與張育成簽下一年合約。
2023年8月9日，紅襪隊宣布指定讓渡張育成。
2023年8月12日，張育成同意續留紅襪系統，將加入小聯盟3A的Worcester Red Sox。

### 2024年球季
2024年2月20日，坦帕灣光芒宣布與張育成簽下小聯盟合約，附帶春訓邀請。
2024年6月18日，張育成在個人社群媒體上公布，「想家了，我決定加入2024中華職棒選秀！」，正式宣布投入2024年中華職棒選秀。6月28日，在選秀會上，張育成一如預期地被富邦悍將球團以首輪第一指名選進，成為當年度狀元。
2024年7月11日，張育成以3.5年總值9250萬（含激勵獎金）、平均月薪突破220萬台幣的中職史上最大約，正式加盟富邦悍將。
2024年7月12日，於新莊球場中職初登場9局下第一打席面對統一獅潘威倫擊出二壘安打為中職首安。
2024年7月16日，於新莊棒球場4局下面對中信兄弟投手蔡齊哲擊出中職生涯首轟。
2024年8月21日，於新莊棒球場與台鋼雄鷹的比賽，在9局下兩人出局的局面，面對投手黃群擊出中職生涯第一支再見全壘打。

## 職棒生涯成績

### 美國職棒
| 年度 | 球隊             | 出賽 | 打數 | 安打 | 全壘打 | 打點 | 盜壘 | 三振 | 四死 | 壘打數 | 雙殺打 | 打擊率 | 上壘率 | 長打率 | OPS   |
| ---- | ---------------- | ---- | ---- | ---- | ------ | ---- | ---- | ---- | ---- | ------ | ------ | ------ | ------ | ------ | ----- |
| 2019 | 克里夫蘭印地安人 | 28   | 73   | 13   | 1      | 6    | 0    | 22   | 11   | 20     | 4      | 0.178  | 0.286  | 0.274  | 0.560 |
| 2020 | 克里夫蘭印地安人 | 10   | 11   | 2    | 0      | 1    | 0    | 4    | 2    | 2      | 2      | 0.182  | 0.368  | 0.182  | 0.490 |
| 2021 | 克里夫蘭守護者   | 89   | 237  | 54   | 9      | 39   | 1    | 69   | 11   | 101    | 4      | 0.228  | 0.267  | 0.426  | 0.693 |
| 2022 | 克里夫蘭守護者   | 4    | 10   | 0    | 0      | 0    | 0    | 7    | 0    | 0      | 0      | 0.000  | 0.000  | 0.000  | 0.000 |
| 2022 | 匹茲堡海盜       | 18   | 42   | 7    | 1      | 2    | 0    | 18   | 4    | 11     | 1      | 0.167  | 0.286  | 0.262  | 0.548 |
| 2022 | 坦帕灣光芒       | 36   | 98   | 25   | 3      | 12   | 0    | 27   | 7    | 37     | 3      | 0.260  | 0.305  | 0.385  | 0.690 |
| 2022 | 波士頓紅襪       | 11   | 20   | 3    | 0      | 1    | 0    | 7    | 5    | 5      | 1      | 0.150  | 0.346  | 0.250  | 0.596 |
| 2023 | 波士頓紅襪       | 39   | 105  | 17   | 6      | 18   | 4    | 34   | 3    | 37     | 2      | 0.162  | 0.200  | 0.352  | 0.552 |
| 合計 | 5年              | 235  | 594  | 121  | 20     | 79   | 5    | 188  | 43   | 213    | 17     | 0.204  | 0.265  | 0.359  | 0.624 |

### 中華職棒
| 年度 | 球隊     | 出賽 | 打數 | 安打 | 全壘打 | 打點 | 盜壘 | 四死 | 三振 | 壘打數 | 雙殺打 | 打擊率 | 上壘率 | 長打率 | OPS   |
| ---- | -------- | ---- | ---- | ---- | ------ | ---- | ---- | ---- | ---- | ------ | ------ | ------ | ------ | ------ | ----- |
| 2024 | 富邦悍將 | 47   | 137  | 37   | 10     | 30   | 4    | 44   | 40   | 74     | 3      | 0.270  | 0.445  | 0.540  | 0.985 |
| 合計 | 1年      | 47   | 137  | 37   | 10     | 30   | 4    | 44   | 40   | 74     | 3      | 0.270  | 0.445  | 0.540  | 0.985 |

## 國家隊生涯
2015年9月代表中華隊參加2015年亞洲棒球錦標賽，對戰中國隊之戰，二局下擊出兩分打點全壘打。
2019年10月代表中華隊參加2019年亞洲棒球錦標賽。
2022年12月31日，《ETtoday》報導指張育成於12月30日透過經紀公司向2023年世界棒球經典賽中華隊總教練林岳平表示，因2023年球季為職棒生涯關鍵一年，需全心投入春訓備戰新球季而婉謝中華隊的徵召。但張育成在2019年參與亞錦賽取得體育署補充兵的資格，並於2020年服完12天的補充兵役，2023年經典賽張育成仍在5年列管期間內。
2023年1月3日，張育成經中華職棒會長蔡其昌親自邀請為台灣效力後，允如入選中華隊。1月13日，張育成入選經典賽中華隊36人集訓名單。2月6日，張育成入選經典賽中華隊30人名單。
2023年3月經典賽，張育成打擊表現優異，先於3月10日對戰義大利轟出追平兩分全壘打，終場以11：7擊敗義大利隊。更於3月11日，對戰荷蘭隊滿壘擊出超前滿壘全壘打，帶領中華隊拿下第二勝。雖最終中華隊未晉級賽會第二輪，張育成以七支安打 (0.438 打擊率)、0.500上壘率、0.938長打率、兩支全壘打、八分打點的好成績獲得賽會A組MVP，和大會最佳一壘手，成為賽史首位入選最佳陣容的台灣球員。

## 成棒國手經歷
- 2015年亞洲棒球錦標賽中華隊
- 2019年亞洲棒球錦標賽中華隊
- 2023年世界棒球經典賽中華隊
- 2026年世界棒球經典賽資格賽中華隊

## 外部連結
- 張育成的Facebook專頁
- 張育成的Instagram帳戶
- 張育成的X（前Twitter）
- 張育成在美國職棒官網（英语）
- 張育成在中華職棒官網
- 張育成在Baseball-Reference.com（大聯盟）（英语）
- 張育成在Baseball-Reference.com（小聯盟以及海外聯盟）（英语）
- 張育成在ESPN（MLB）（英语）
- 張育成在FanGraphs.com（英语）
- 張育成在The Baseball Cube（英语）
- 張育成在台灣棒球維基館上的頁面（繁體中文）

| 前任： 林子偉 | 中華職棒新人選秀狀元 2024年 |